# Parafia św. Andrzeja Apostoła w Nowej Wsi Królewskiej
Parafia Świętego Andrzeja Apostoła w Nowej Wsi Królewskiej – rzymskokatolicka parafia leżąca w granicach dekanatu miłosławskiego. Erygowana w XIII wieku. Mieści się we wsi Grabowo Królewskie (jest połączona unią personalną z parafią w tej wsi).

## Dokumenty
Księgi metrykalne: 
- ochrzczonych od 1945 roku
- małżeństw od 1945 roku
- zmarłych od 1945 roku